# Rejas de San Esteban
Rejas, también conocido como Rejas de San Esteban, es una localidad española del municipio de San Esteban de Gormaz, perteneciente a la provincia de Soria, en la comunidad autónoma de Castilla y León.

## Geografía
Situado a 9 km de San Esteban de Gormaz, a 20 km del límite con la provincia de Burgos y a 30 km de la provincia de Segovia.  Forma parte del partido judicial de Burgo de Osma.

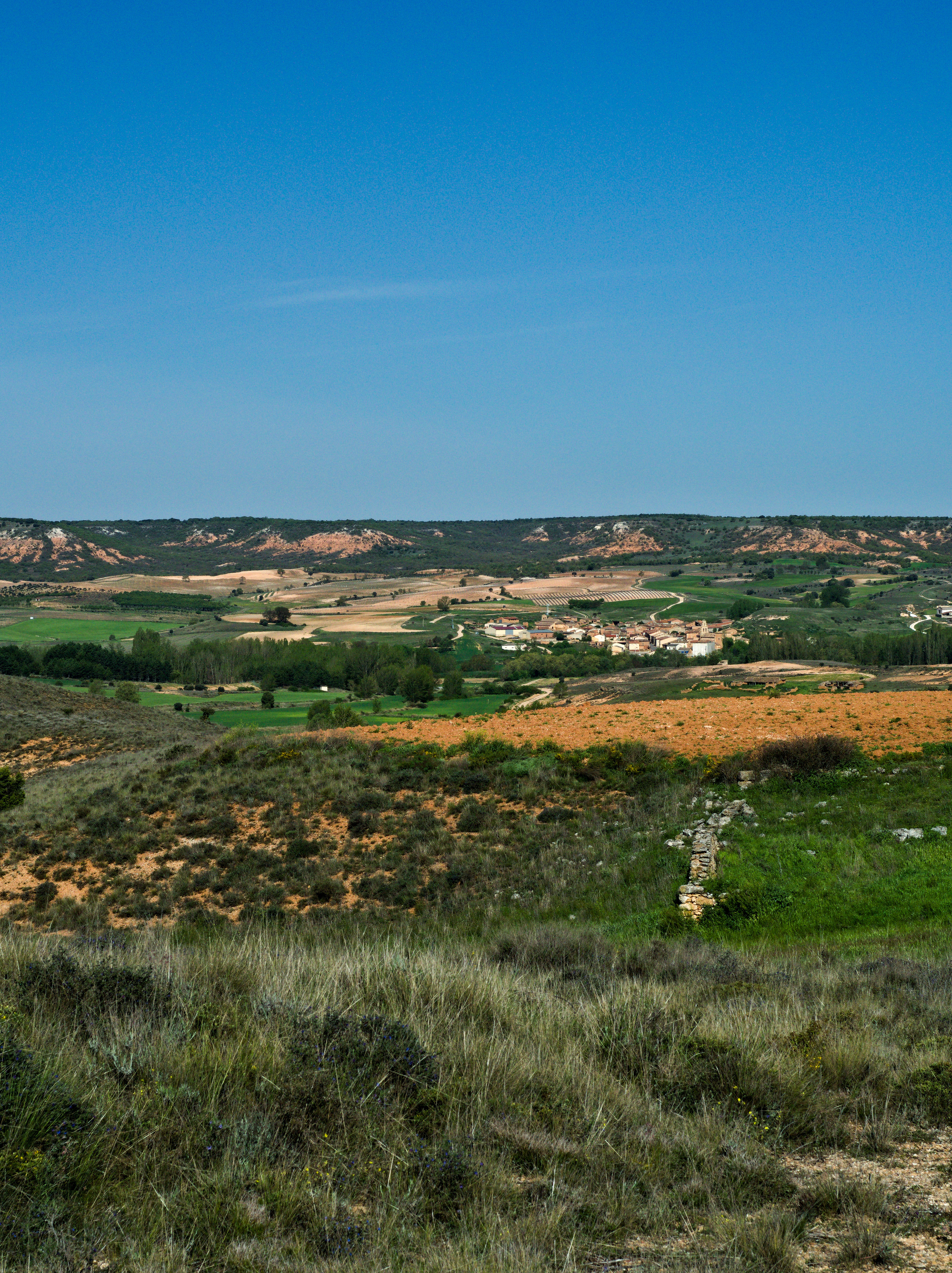
Rejas de San Esteban, en el valle del río Rejas, vista desde el este.

Villa medieval cobijada entre dos cerros, uno llamado el castillo ya que fue un castillo musulmán en cuyo interior hay galerías subterráneas. El otro se denomina «la loma», desde donde se puede disfrutar de la ribera del río Madre o río Rejas hasta su desembocadura en el río Duero, de todo el sistema Central y sierra Cebollera.

## Historia
En el censo de 1789, ordenado por el Conde de Floridablanca,  figuraba como villa eximida en la Intendencia de Soria, con jurisdicción de señorío y bajo la autoridad del alcalde ordinario de señorío, nombrado por el conde de Miranda. Contaba con 369 habitantes. A la caída del Antiguo Régimen la localidad se constituyó en municipio constitucional en la región de Castilla la Vieja que en el censo de 1842 contaba con 81 hogares y 326 vecinos.
A finales del siglo XX este municipio desaparecó al integrarse en el de San Esteban de Gormaz; contaba entonces con 99 hogares y 325 habitantes.
Declarado conjunto histórico artístico en el año 2007, por sus dos iglesias románicas de los siglos XI y XII, y por la arquitectura tradicional basada en piedra, adobe y madera vistos.

## Demografía
| Gráfica de evolución demográfica de Rejas de San Esteban entre 1842 y 1960 |
| |
| Población de derecho según los censos de población del INE Población de hecho según los censos de población del INEEntre el censo de 1970 y el anterior, este municipio desaparece porque se integra en el municipio 42162 (San Esteban de Gormaz) |

En el año 1981 contaba con 153 habitantes, concentrados en el núcleo principal, pasando a 58 en 2010, 29 varones y 29 mujeres.
| Gráfica de evolución demográfica de Rejas de San Esteban entre 2000 y 2010                       |
|                                                                                                  |
| Población de derecho (2000-2010) según los censos de población del INE a 1 de enero de cada año. |

## Patrimonio

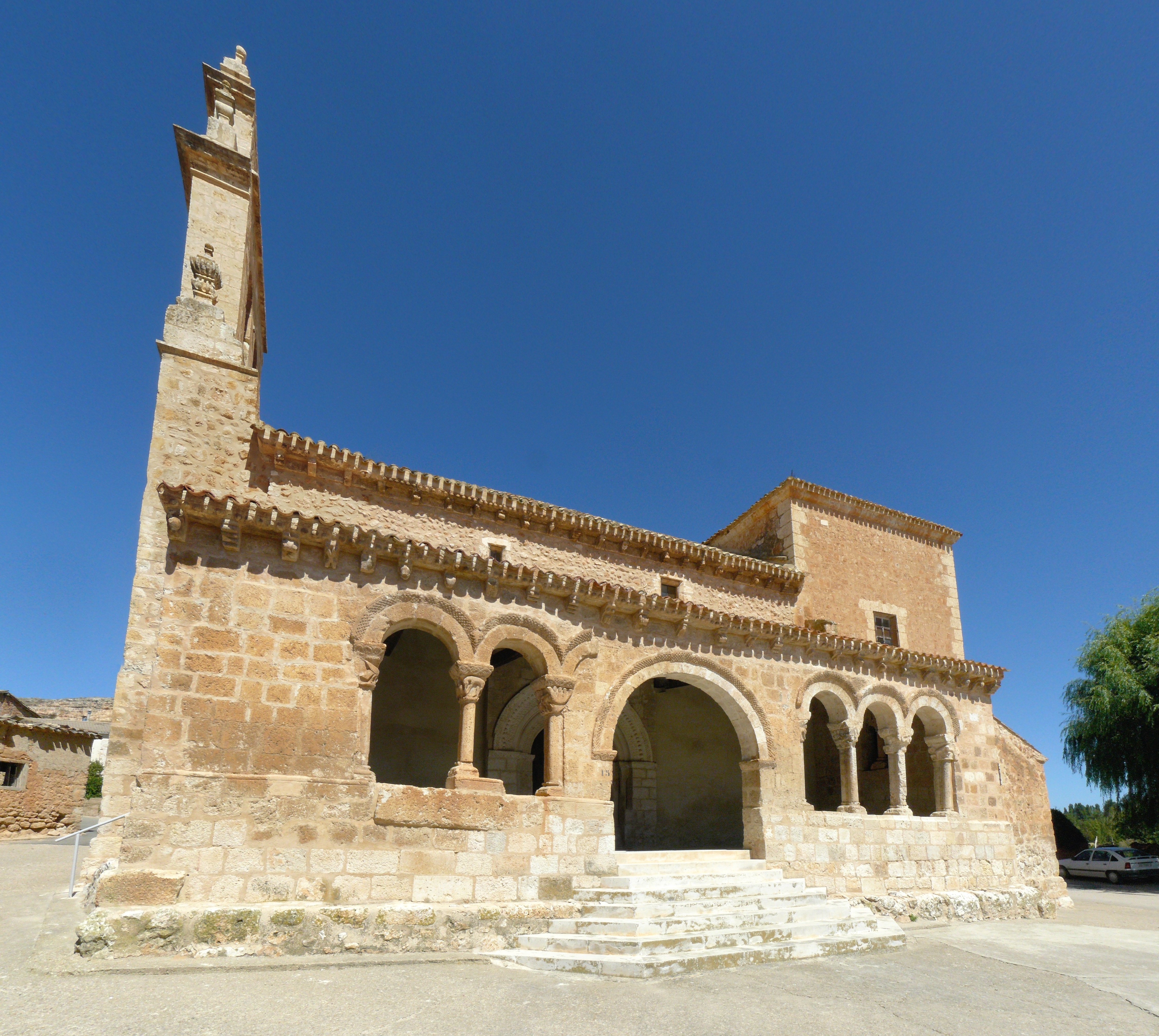
Iglesia de San Ginés

Declarado conjunto histórico artístico en el año 2007, por sus dos iglesias románicas de los siglos XI y XII, y por la arquitectura tradicional basada en piedra, adobe y madera vistos.

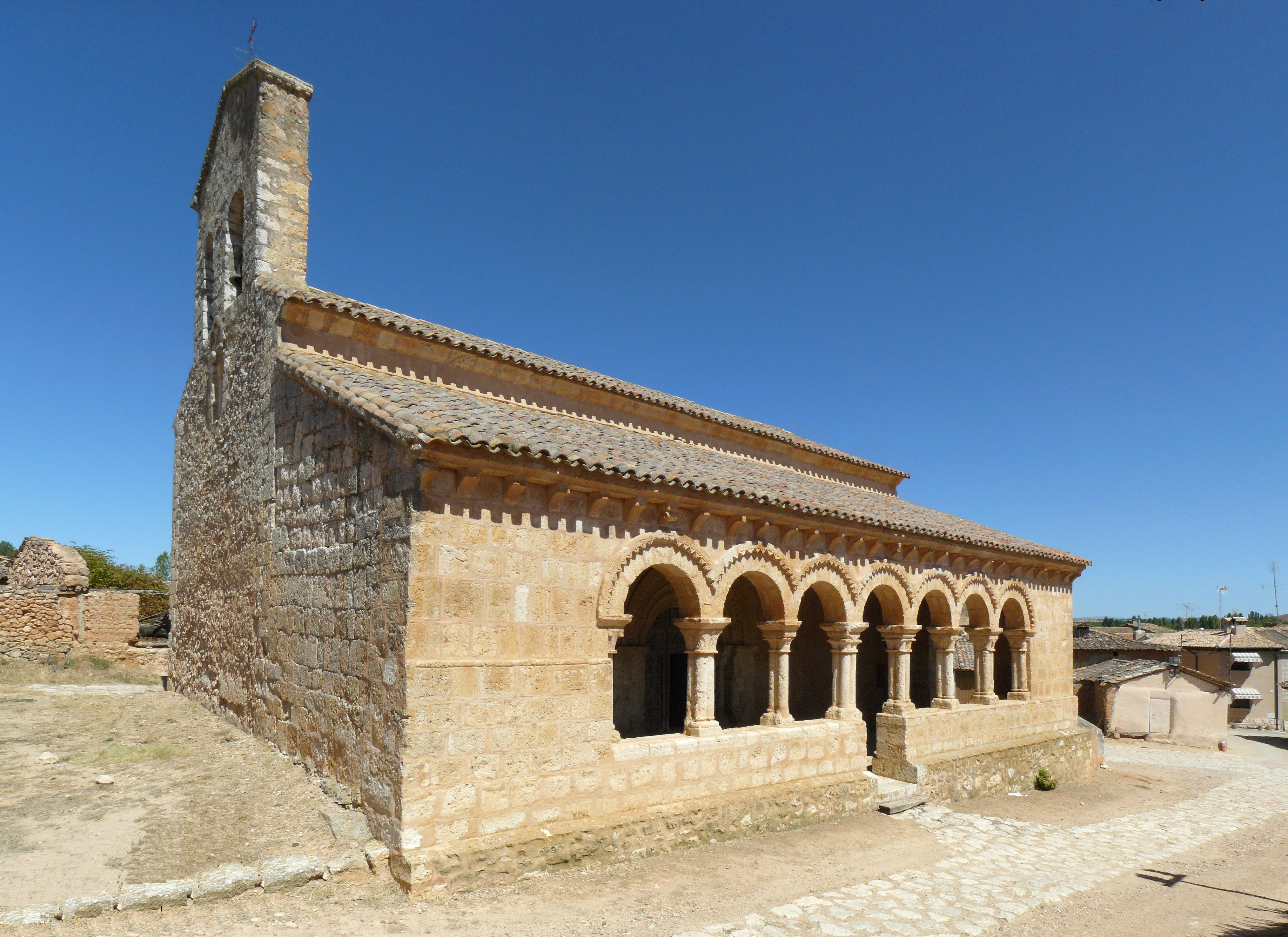
Iglesia de San Martín

El gran atractivo de esta población radica en sus dos iglesias consagradas respectivamente a san Martín y a san Ginés, magníficos ejemplares del románico soriano. Ambas poseen una galería porticada de sumo interés.
Pero la relevancia de la villa no se centra únicamente en la existencia de inmuebles de valor excepcional, sino además en la conservación de un conjunto de edificaciones de arquitectura popular características de la ribera soriana del Duero, vinculados a formas de vida tradicional.

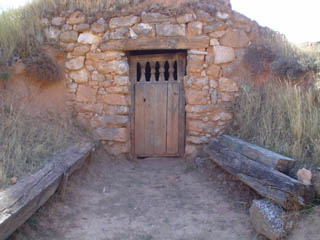
Entrada de una bodega

Un ejemplo de ello son las bodegas. Son unas instalaciones que distan de muchos años atrás, incluso siglos. Las componen una serie de galerías formadas por unos pequeños habitáculos. Es tradicional, sobre todo en las noches de verano, que se vaya a desayunar, almorzar, merendar, o cenar a ellas sentándose en los tablones que se encuentran en la entrada principal de las mismas. Hoy en día, ya es habitual que los vecinos construyan «merenderos» para así poder sentirse un poco como en su propia casa y así cobijarse del mal tiempo o del sol sofocante del verano. De esta manera, se disfrutan en cualquier época del año.